# 12.ª etapa del Giro de Italia 2018
La 12.ª etapa del Giro de Italia 2018 tuvo lugar el 17 de mayo de 2018 entre Osimo y Imola sobre un recorrido de 214 km con final en el Autodromo Enzo e Dino Ferrari y fue ganada por el ciclista irlandés Sam Bennett del equipo Bora-Hansgrohe tras un potente ataque en los metros finales en los cuales superó a los ciclistas fugados Matej Mohorič y Carlos Betancur. Con esta victoria Bennett acumuló su segunda victoria de etapa en el Giro 2018.

## Clasificación de la etapa
| \| Clasificación de la etapa \| Clasificación de la etapa \| Clasificación de la etapa \| Clasificación de la etapa \| Clasificación de la etapa \| \| Ciclista \| Ciclista \| Equipo \| Tiempo \| \| \| ------------------------- \| ------------------------- \| --------------------------- \| ------------------------- \| ------------------------- \| \| 1.º \| Sam Bennett \| Bora-Hansgrohe \| 4 h 49 min 34 s \| \| \| 2.º \| Danny van Poppel \| LottoNL-Jumbo \| + 0 s \| \| \| 3.º \| Niccolò Bonifazio \| Bahrain-Merida \| + 0 s \| \| \| 4.º \| Baptiste Planckaert \| Katusha-Alpecin \| + 0 s \| \| \| 5.º \| Jürgen Roelandts \| BMC Racing Team \| + 0 s \| \| \| 6.º \| Michael Mørkøv \| Quick-Step Floors \| + 0 s \| \| \| 7.º \| Manuel Belletti \| Androni Giocattoli-Sidermec \| + 0 s \| \| \| 8.º \| Clément Venturini \| AG2R La Mondiale \| + 0 s \| \| \| 9.º \| Florian Sénéchal \| Quick-Step Floors \| + 0 s \| \| \| 10.º \| Enrico Battaglin \| LottoNL-Jumbo \| + 0 s \| \| |                     |                             |                 |
| |                     |                             |                 |
| Fuente: ProCyclingStats |                     |                             |                 |
| Clasificación de la etapa |                     |                             |                 |
| Ciclista | Ciclista            | Equipo                      | Tiempo          |
| 1.º | Sam Bennett         | Bora-Hansgrohe              | 4 h 49 min 34 s |
| 2.º | Danny van Poppel    | LottoNL-Jumbo               | + 0 s           |
| 3.º | Niccolò Bonifazio   | Bahrain-Merida              | + 0 s           |
| 4.º | Baptiste Planckaert | Katusha-Alpecin             | + 0 s           |
| 5.º | Jürgen Roelandts    | BMC Racing Team             | + 0 s           |
| 6.º | Michael Mørkøv      | Quick-Step Floors           | + 0 s           |
| 7.º | Manuel Belletti     | Androni Giocattoli-Sidermec | + 0 s           |
| 8.º | Clément Venturini   | AG2R La Mondiale            | + 0 s           |
| 9.º | Florian Sénéchal    | Quick-Step Floors           | + 0 s           |
| 10.º | Enrico Battaglin    | LottoNL-Jumbo               | + 0 s           |

## Clasificaciones al final de la etapa

### Clasificación general(Maglia Rosa)
| \| Clasificación general \| Clasificación general \| Clasificación general \| Clasificación general \| Clasificación general \| \| Ciclista \| Ciclista \| Equipo \| Tiempo \| \| \| --------------------- \| --------------------- \| --------------------- \| --------------------- \| --------------------- \| \| 1.º \| Simon Yates \| Mitchelton-Scott \| 51 h 57 min 55 s \| \| \| 2.º \| Tom Dumoulin \| Team Sunweb \| + 47 s \| \| \| 3.º \| Thibaut Pinot \| Groupama-FDJ \| + 1 min 04 s \| \| \| 4.º \| Domenico Pozzovivo \| Bahrain-Merida \| + 1 min 18 s \| \| \| 5.º \| Richard Carapaz \| Movistar Team \| + 1 min 56 s \| \| \| 6.º \| George Bennett \| LottoNL-Jumbo \| + 2 min 09 s \| \| \| 7.º \| Rohan Dennis \| BMC Racing Team \| + 2 min 36 s \| \| \| 8.º \| Pello Bilbao \| Astana \| + 2 min 54 s \| \| \| 9.º \| Patrick Konrad \| Bora-Hansgrohe \| + 2 min 55 s \| \| \| 10.º \| Fabio Aru \| UAE Team Emirates \| + 3 min 10 s \| \| |                    |                   |                  |
| |                    |                   |                  |
| Fuente: ProCyclingStats |                    |                   |                  |
| Clasificación general |                    |                   |                  |
| Ciclista | Ciclista           | Equipo            | Tiempo           |
| 1.º | Simon Yates        | Mitchelton-Scott  | 51 h 57 min 55 s |
| 2.º | Tom Dumoulin       | Team Sunweb       | + 47 s           |
| 3.º | Thibaut Pinot      | Groupama-FDJ      | + 1 min 04 s     |
| 4.º | Domenico Pozzovivo | Bahrain-Merida    | + 1 min 18 s     |
| 5.º | Richard Carapaz    | Movistar Team     | + 1 min 56 s     |
| 6.º | George Bennett     | LottoNL-Jumbo     | + 2 min 09 s     |
| 7.º | Rohan Dennis       | BMC Racing Team   | + 2 min 36 s     |
| 8.º | Pello Bilbao       | Astana            | + 2 min 54 s     |
| 9.º | Patrick Konrad     | Bora-Hansgrohe    | + 2 min 55 s     |
| 10.º | Fabio Aru          | UAE Team Emirates | + 3 min 10 s     |

### Clasificación por puntos(Maglia Ciclamino)
| Clasificación por puntos | Clasificación por puntos | Clasificación por puntos    | Clasificación por puntos | Clasificación por puntos |
| Ciclista                 | Ciclista                 | Equipo                      | Puntos                   |                          |
| ------------------------ | ------------------------ | --------------------------- | ------------------------ | ------------------------ |
| 1.º                      | Elia Viviani             | Quick-Step Floors           | 184 pts                  |                          |
| 2.º                      | Sam Bennett              | Bora-Hansgrohe              | 162 pts                  |                          |
| 3.º                      | Marco Frapporti          | Androni Giocattoli-Sidermec | 89 pts                   |                          |
| 4.º                      | Davide Ballerini         | Androni Giocattoli-Sidermec | 87 pts                   |                          |
| 5.º                      | Simon Yates              | Mitchelton-Scott            | 86 pts                   |                          |
| 6.º                      | Sacha Modolo             | EF Education First-Drapac   | 76 pts                   |                          |
| 7.º                      | Niccolò Bonifazio        | Bahrain-Merida              | 68 pts                   |                          |
| 8.º                      | Danny van Poppel         | LottoNL-Jumbo               | 64 pts                   |                          |
| 9.º                      | Enrico Battaglin         | LottoNL-Jumbo               | 59 pts                   |                          |
| 10.º                     | Guillaume Boivin         | Israel Cycling Academy      | 52 pts                   |                          |

### Clasificación de la montaña(Maglia Azzurra)
| Clasificación de la montaña | Clasificación de la montaña | Clasificación de la montaña | Clasificación de la montaña | Clasificación de la montaña |
| Ciclista                    | Ciclista                    | Equipo                      | Puntos                      |                             |
| --------------------------- | --------------------------- | --------------------------- | --------------------------- | --------------------------- |
| 1.º                         | Simon Yates                 | Mitchelton-Scott            | 58 pts                      |                             |
| 2.º                         | Esteban Chaves              | Mitchelton-Scott            | 47 pts                      |                             |
| 3.º                         | Thibaut Pinot               | Groupama-FDJ                | 36 pts                      |                             |
| 4.º                         | Fausto Masnada              | Androni Giocattoli-Sidermec | 35 pts                      |                             |
| 5.º                         | Richard Carapaz             | Movistar Team               | 23 pts                      |                             |
| 6.º                         | Giulio Ciccone              | Bardiani CSF                | 22 pts                      |                             |
| 7.º                         | Domenico Pozzovivo          | Bahrain-Merida              | 16 pts                      |                             |
| 8.º                         | Natnael Berhane             | Dimension Data              | 15 pts                      |                             |
| 9.º                         | Davide Formolo              | Bora-Hansgrohe              | 13 pts                      |                             |
| 10.º                        | Mikaël Cherel               | AG2R La Mondiale            | 12 pts                      |                             |

### Clasificación de los jóvenes(Maglia Bianca)
| Clasificación del mejor joven | Clasificación del mejor joven | Clasificación del mejor joven | Clasificación del mejor joven | Clasificación del mejor joven |
| Ciclista                      | Ciclista                      | Equipo                        | Tiempo                        |                               |
| ----------------------------- | ----------------------------- | ----------------------------- | ----------------------------- | ----------------------------- |
| 1.º                           | Richard Carapaz               | Movistar Team                 | 51 h 59 min 51 s              |                               |
| 2.º                           | Miguel Ángel López            | Astana                        | + 1 min 21 s                  |                               |
| 3.º                           | Ben O'Connor                  | Dimension Data                | + 1 min 29 s                  |                               |
| 4.º                           | Sam Oomen                     | Team Sunweb                   | + 1 min 44 s                  |                               |
| 5.º                           | Maximilian Schachmann         | Quick-Step Floors             | + 2 min 05 s                  |                               |
| 6.º                           | Valerio Conti                 | UAE Team Emirates             | + 11 min 11 s                 |                               |
| 7.º                           | Fausto Masnada                | Androni Giocattoli-Sidermec   | + 12 min 13 s                 |                               |
| 8.º                           | Matej Mohorič                 | Bahrain-Merida                | + 24 min 37 s                 |                               |
| 9.º                           | Jack Haig                     | Mitchelton-Scott              | + 30 min 05 s                 |                               |
| 10.º                          | Felix Großschartner           | Bora-Hansgrohe                | + 41 min 07 s                 |                               |

### Clasificación por equipos"Super Team"
| Clasificación por equipos | Clasificación por equipos | Clasificación por equipos | Clasificación por equipos |
| Equipo                    | Equipo                    | Tiempo                    |                           |
| ------------------------- | ------------------------- | ------------------------- | ------------------------- |
| 1.º                       | Mitchelton-Scott          | 156 h 01 min 08 s         |                           |
| 2.º                       | Astana                    | + 3 min 11 s              |                           |
| 3.º                       | Sky                       | + 4 min 07 s              |                           |
| 4.º                       | UAE Team Emirates         | + 14 min 31 s             |                           |
| 5.º                       | Movistar Team             | + 20 min 34 s             |                           |
| 6.º                       | AG2R La Mondiale          | + 25 min 13 s             |                           |
| 7.º                       | Dimension Data            | + 26 min 26 s             |                           |
| 8.º                       | Team Sunweb               | + 27 min 30 s             |                           |
| 9.º                       | Bora-Hansgrohe            | + 30 min 29 s             |                           |
| 10.º                      | Groupama-FDJ              | + 30 min 40 s             |                           |

## Abandonos
Ninguno.